# Arno Frisch
Arno Frisch (Vienna, 13 novembre 1975) è un attore austriaco.
È conosciuto al pubblico per i suoi ruoli nei film di Michael Haneke Funny Games e Benny's Video. 

## Filmografia

### Cinema
- Benny's Video, regia di Michael Haneke (1992)

- Funny Games, regia di Michael Haneke (1997)
- Blutrausch, regia di Thomas Roth (1997)
- Angel Express, regia di Rolf Peter Kahl (1998)
- Sentimental Education, regia di C.S. Leigh (1998)
- 99euro-films, regia collettiva  (2001) - (segmento "Ein Mann boxt sich durch")
- Julies Geist, regia di Bettina Wilhelm (2002)
- Seventeen, regia di Hansjörg Thurn e Pia Marais - cortometraggio (2002)
- Der Wald, regia di Martin Semlitsch - cortometraggio (2002)
- Baden Baden, regia di Sebastian Ko - cortometraggio (2003)
- Ars Moriendi, regia di Oleg Assadulin - cortometraggio (2004)
- Blackout Journey, regia di Siegfried Kamml (2004)
- Masz na imie Justine, regia di Franco de Pena (2005)
- Die Österreichische Methode, regia collettiva (2006)
- Falco - Verdammt, wir leben noch!, regia di Thomas Roth (2008)
- Fetish, regia di Soopum Sohn (2008)
- Schläft ein Lied in allen Dingen, regia di Andreas Struck (2009)
- Bedways, regia di Rolf Peter Kahl (2010)
- Glückliche Fügung, regia di Isabelle Stever (2010)
- Fallin Inside, regia di Bernhard Landen - cortometraggio (2010)
- Long Distance Call, regia di Grzegorz Muskala - cortometraggio (2011)
- Das Geschenk, regia di Mariejosephin Schneider - cortometraggio (2012)
- Rough Cut, regia di Laura Way - cortometraggio (2013)
- Die Verwandlung, regia di Igor Plischke - cortometraggio (2015)
- Life Guidance, regia di Ruth Mader (2017)
- Prélude, regia di Sabrina Sarabi (2019)
- Sort Sol, regia di Rico Mahel - cortometraggio (2019)

### Televisione
- I misteri di Mondsee (Die Neue - Eine Frau mit Kaliber) – serie TV, episodi 1x11 (1998)

- Lady Cop (Die Kommissarin) – serie TV, episodi 4x3 (2001)
- 8x45 - Austria Mystery – serie TV, episodi 1x7 (2006)
- Squadra Speciale Vienna (SOKO Donau) – serie TV, episodi 8x16 (2013)
- CopStories – serie TV, episodi 2x5 (2014)
- Tatort – serie TV, episodi 1x599-1x930 (2005-2015)
- Babylon Berlin – serie TV, episodi 3x4-3x11-3x12 (2020)